# 小荚蛏
小荚蛏（学名：Siliqua minima）是刀蛏科荚蛏属的一种。

## 分佈
主要分布于越南、中国大陆，常栖息在潮间带至潮下带30米。

## 外部連結
- 維基物種上的相關：小荚蛏